# Expedició 59
L'Expedició 59 va ser la 59a estada de llarga durada a l'Estació Espacial Internacional, que va començar a partir de l'arribada de la Soiuz MS-12 el 15 de març de 2019 transportant Aleksei Ovtxinin, Nick Hague i Christina Koch, unint-se amb Oleg Kononenko, David Saint-Jacques i Anne McClain que van ser transferits de l'Expedició 58. Ovtxinin i Hague originalment havien de volar cap a l'EEI a bord de la Soiuz MS-10, però van tornar a la Terra minuts després de l'enlairament per un avortament de contingència. L'expedició va acabar formalment amb el desacoblament de la Soiuz MS-11 transportant Kononenko, Saint-Jacques i McClain el 24 de juny de 2019; Ovtxinin, Hague i Koch van ser transferits a l'Expedició 60.

## Tripulació
| Posició            | Tripulació                                   |                                              |
| ------------------ | -------------------------------------------- | -------------------------------------------- |
| Comandant          | Oleg Kononenko, RSA Quart vol espacial       | Oleg Kononenko, RSA Quart vol espacial       |
| Enginyer del vol 1 | David Saint-Jacques, CSA Primer vol espacial | David Saint-Jacques, CSA Primer vol espacial |
| Enginyer del vol 2 | Anne McClain, NASA Primer vol espacial       | Anne McClain, NASA Primer vol espacial       |
| Enginyer del vol 3 | Aleksei Ovtxinin, RSA Tercer vol espacial    | Aleksei Ovtxinin, RSA Tercer vol espacial    |
| Enginyer del vol 4 | Nick Hague, NASA Segon vol espacial          | Nick Hague, NASA Segon vol espacial          |
| Enginyer del vol 5 | Christina Koch, NASA Primer vol espacial     | Christina Koch, NASA Primer vol espacial     |